# Mike Adler
Mike Adler (* 20. März 1978 in West-Berlin) ist ein deutscher Schauspieler und Rapper.

## Leben und Wirken
Mike Adler ist der Sohn eines Nigerianers und einer Deutschen. Er wuchs in West-Berlin auf.
Adler absolvierte von April 2003 bis zum Herbst 2006 eine Schauspielausbildung an der Hochschule für Film und Fernsehen „Konrad Wolf“ in Potsdam-Babelsberg. Neben seiner Arbeit vor der Kamera spielte er am Berliner Theater in Ein Sommernachtstraum unter der Regie von Alexander Levit und am Theater Fürst Oblomov in Das Bildnis des Dorian Gray, Mesylamia und Acht Frauen unter der Regie von Jürgen Bonk sowie Othello unter der Regie von Alexander Levit. 2006 spielte er in der Inszenierung Schöne Bescherung von Uli Hoch am Hans Otto Theater in Potsdam. Seine erste Hauptrolle in einem Kinofilm erhielt er für Wholetrain.
Seit 2001 ist Mike Adler unter dem Pseudonym Mike Fiction Mitglied der KaosLoge (Tempeltainment Label). 2007 erschien sein Debütalbum Dreckiges Deutsch. Von August 2008 bis Mai 2009 war er in der Telenovela Anna und die Liebe zu sehen.
Seit 2011 ist Adler in der Rolle des Musik-Managers Mike Kinski im Rahmen des Events und Internet-TV-Formats Rap am Mittwoch unter anderem über Aggro TV zu sehen.
Seit Januar 2015 (Folge 1) spielt Adler die Rolle des Oberarztes Dr. Matteo Moreau in der ARD-Krankenhausserie In aller Freundschaft – Die jungen Ärzte. In dieser Rolle trat er auch in den beiden Serien In aller Freundschaft und In aller Freundschaft – Die Krankenschwestern auf.
Adler lebt in Berlin. Neben seiner Muttersprache Deutsch spricht er auch Englisch und Französisch.

## Filmografie (Auswahl)
- 2003: Herzlutschen (Kurzfilm)
- 2004: The Blues (Kurzfilm)
- 2005: Wholetrain
- 2005: Kanzleramt (Fernsehserie, Staatsbesuch)
- 2006: KDD – Kriminaldauerdienst (Fernsehfilm)
- 2007: Die Hitzewelle – Keiner kann entkommen (Fernsehfilm)
- 2007: Feuer über Deutschland (Teil 2)
- 2007: The Less Alive
- 2008: GSG 9 – Ihr Einsatz ist ihr Leben (Fernsehserie, Hochspannung 1)
- 2008–2009: Anna und die Liebe (Fernsehserie, 180 Folgen)
- 2008: Feuer über Deutschland (Teil 3)
- 2009: Frühlings Erwachen (Fernsehfilm)
- 2009: Must Love Death
- 2010: Undercover Love (Fernsehfilm)
- 2011: Fenster zum Sommer
- 2011: SOKO Stuttgart (Fernsehserie, Probezeit)
- 2012: Der Kriminalist (Fernsehserie, Der letzte Flug)
- 2012: In aller Freundschaft (Fernsehserie, Feuerprobe und Kurzschlussreaktion)
- seit 2015: In aller Freundschaft – Die jungen Ärzte (Fernsehserie, als Dr. Matteo Moreau)
- 2015–2020: In aller Freundschaft (Fernsehserie, 4 Folgen als Dr. Matteo Moreau)
- 2018–2020: In aller Freundschaft – Die Krankenschwestern (Fernsehserie, 2 Folgen als Dr. Matteo Moreau)
- 2019: In aller Freundschaft – Die jungen Ärzte – Ganz in Weiß (Fernsehfilm)
- 2021: In aller Freundschaft – Die jungen Ärzte – Adventskind (Fernsehfilm)
- 2023: Pink Puzzle

## Theater
- 2001: Das Bildnis des Dorian Gray, Theater Oblomov, Regie: Jürgen Bonk
- 2001: Mesylamia, Theater Oblomov, Regie: Jürgen Bonk
- 2001: Acht Frauen, Theater Oblomov, Regie: Jürgen Bonk
- 2001: Othello, Theater Oblomov, Regie: Alexander Levit
- 2002: Menschenfabrik, Berliner Theater, Regie: Michael Peters
- 2003: Hamlet, HFF „Konrad Wolf“ Potsdam-Babelsberg, Regie: Christine Krüger
- 2003: Ivanov, HFF „Konrad Wolf“ Potsdam-Babelsberg, Regie: Vera Herzberg
- 2003: Quartett, HFF „Konrad Wolf“ Potsdam-Babelsberg, Regie: Peter Zimmermann
- 2003: Adam Geist, HFF „Konrad Wolf“ Potsdam-Babelsberg, Regie: Mike Adler
- 2003: Letzten Sommer in Tschulinsk, HFF „Konrad Wolf“ Potsdam-Babelsberg, Regie: Swetlana Schönfeld
- 2006: Schöne Bescherung, Hans-Otto-Theater Potsdam, Regie: Uli Hoch
- 2006: Wie es so läuft, Theater Kiel, Regie: Marc Lunghuß
- 2009: Romeo und Julia, Maxim-Gorki-Theater Berlin, Regie: Nuran David Calis
- 2015: Ziemlich beste Freunde, Komödie am Kurfürstendamm Berlin, Regie: Martin Woelffer
- 2019: Willkommen bei den Hartmann’s, Komödie Winterhuder Fährhaus Hamburg: Regie: Martin Woelffer

## Alben
- 2007: Mike Fiction – Dreckiges Deutsch

## Sonstiges
- 2007: Teilnahme am Battle Feuer über Deutschland 1, 2 und 3